# Sultanato di Mataram
Il Sultanato di Mataram fu un importante regno la cui forza politica ed economica si diffuse dal territorio di Giava centrale dal XVI secolo al XVIII secolo, e f'ultimo grande regno indipendente giavanese prima che l'isola indonesiana venisse conquistata e colonizzata dai Paesi Bassi. Il regno raggiunse il suo apice sotto il regno del sultano Agung e incominciò il suo declino alla sua morte, nel 1645. A partire dalla metà del XVIII secolo li sultanato perse sia potere politico sia territoriale a causa dell'avvento della Compagnia olandese delle Indie orientali della quale divenne uno stato vassallo a partire dal 1749.

## Etimologia
Il termine Mataram si riferisce alla regione storica delle pianure a sud del Monte Merapi, ovvero il territorio degli attuali centri di Muntilan, Sleman, Yogyakarta e le pianure di Kewu. Più precisamente esso si riferisce all'antica capitale del sultanato, Kotagede, nelle prossimità meridionali dell'attuale territorio di Yogyakarta.

Una pratica comune nella cultura giavanese era quella di riferirsi al territorio di un intero regno con il nome della sua capitale per metonimia; occorre tuttavia tenere presente che nella storia indonesiana e giavanese sono annoverati due regni di Mataram, uno è il sultanato spesso indicato come Mataram Islam, mentre l'altro è il più antico regno induista-buddhista di Mataram del IX secolo.

## Le fonti storiografiche
Le fonti storiografiche chiave per la storia del Sultanato di Mataram sono rappresentate soprattutto dai riferimenti storiografici giavanesi contenuti nelle cosiddette Babad, un tipo di letteratura tradizionale giavanese scritta in forma metrica, ma anche dalle notizie che si possono attingere dai documenti ufficiali della Compagnia olandese delle Indie orientali. Il problema con le Babad è che esse contengono elementi fantastici, mitologici, astorici, imprecisi e non databili. La maggior parte di queste narrazioni a sfondo storico avevano come scopo, infatti, quello di legittimare l'autorità solitamente del sovrano di riferimento. Un esempio di questo procedimento di ricostruzione storica è la creazione del legame tra Senapati di Mataram e la leggendaria dea del mare della mitologia indonesiana, Nyai Roro Kidul, che diventa sua consorte nel resoconto storico-mitologico Babad Tanah Jawi.

Per questo motivo tutti gli eventi precedenti all'episodio storico dell'assedio di Batavia del 1628-29 sotto il regno del sultano Agung di Mataram sono difficili da ricostruire. Esistono diverse cronache Babad come la Babad Sangkala e la Babad Momana che contengono liste di eventi e di date precedenti a questo momento storico, che tuttavia vengono utilizzate dagli storici con molta cautela.

## Le origini del regno

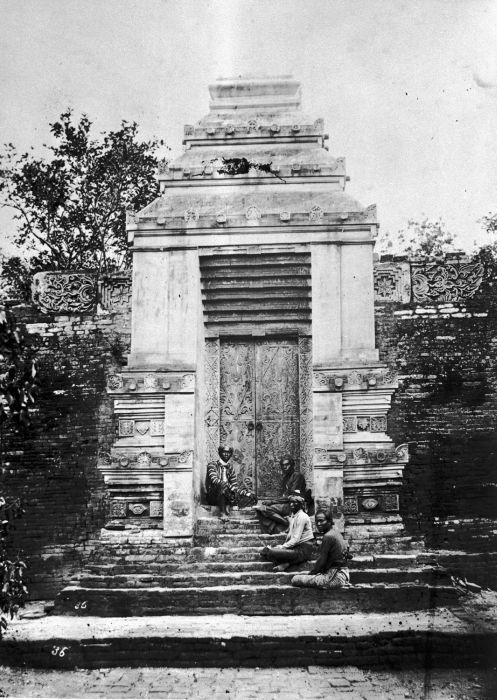
Foto del 1890 della Porta dei Sultani presso le rovine dell'antica capitale di Kota Gede.

Le fonti tradizionali giavanesi poco ci dicono sulle origini di questo regno, e in questi testi è difficile distinguere tra il dato storico e quello leggendario, dal momento che quest'ultimo è frutto del tentativo dei sovrani più recenti di legittimare la loro autorità con una linea di discendenza diretta con i primi fondatori. Secondo tali cronache il regno di Mataram sarebbe stato fondato da un uomo di umili origini, Ki Ageng Sela, originario di Sesela, un piccolo villaggio nell'attuale Reggenza di Grobogan, a ovest di Demak (Giava Centrale). Nel decennio del 1570, uno dei discendenti di Ki Ageng Sela, di nome Kyai Gedhe Pamanahan, fu nominato vassallo del signore del Regno di Pajang, Joko Tingkir, come ricompensa per aver sconfitto in battaglia il suo avversario Arya Panangsang.

Dopo la morte di Gedhe Pamanahan nel 1584, il suo erede e successore, noto con il nome di Senapati, tentò di minare l'autorità del sovrano di Pajang ed eventualmente spodestarlo e nel 1588 riuscì con successo a raggiungere il suo obiettivo diventando signore sia di Mataram sia di Pajang. Successivamente Senapati ottenne il dominio sulla maggior parte del territorio di Giava centrale, che in precedenza era stato sotto il dominio del precedente Sultanato di Demak. Senapati assunse da allora il titolo reale di Panembahan (ovvero colui che viene adorato) e incominciò una nuova campagna di espansione verso est lungo il fiume Solo che comportò una lunga serie di conflitti. Nel 1586 la ricca città portuale del Ducato di Surabaya si ribellò contro Serapati che non fu in grado di riportare il Ducato e la città sotto il suo dominio; ciò non impedì a Senapati di rivolgere le sue mire espansionistiche verso la città di Madiun tra il 1590-91 e da lì si diresse verso occidente alla conquista del territorio di Kediri e dell'attuale Reggenza di Ponorogo. Il disegno di Senapati per stabilire la sua autorità su Kediri doveva passare tramite il suo appoggio a uno dei pretendenti al trono; questo tentativo tuttavia fallì e il pretendente trovò rifugio presso la corte di Senapati, diffondendovi la cultura di Giava occidentale fino ad allora sconosciuta.

## Elenco dei sultani di Mataram
1. Panembahan Senopati (Panembahan Senopati ing Alaga Sayidin Panatagama Khalifatullah Tanah Jawa) : 1587-1601
2. Raden Mas Jolang (Sri Susuhunan Adi Prabu Hanyakrawati Senapati-ing-Ngalaga Mataram) : 1601-1613
3. Raden Mas Jatmika / Sultano Agung (Sultano Agung Senapati-ing-Ngalaga Abdurrahman) : 1613-1645)
4. Raden Mas Sayidin / Amangkurat I (Kanjeng Susuhunan Prabu Amangkurat Agung) : 1646-1677
5. Amangkurat II : 1677-1703
6. Amangkurat III : 1703-1704
7. Pangeran Puger / Pakubuwono I : 1704-1719
8. Amangkurat IV: 1719-1726
9. Pakubuwono II : 1726-1749
10. Pakubuwono III : 1749-1755